# Oligembia capote
Oligembia capote is een insectensoort uit de familie Teratembiidae, die tot de orde webspinners (Embioptera) behoort. De soort komt voor in Colombia.
Oligembia capote is voor het eerst wetenschappelijk beschreven door Szumik in 2001.